# Процак Богдан Федорович
Процак Богдан Федорович (1 серпня 1945, с.Велика Березовиця,Тернопільського району Тернопільської області, УРСР — †9 березня 2014) —  український музикант, педагог, диригент, заслужений працівник культури України. Багаторічний викладач Тернопільського музичного училища ім. Соломії Крушельницької.

## Життєпис
Народився 1 серпня 1945 року в селі Велика Березовиця Тернопільського району.
Ще в молодшому віці освоїв секрети гри на малому барабані, а згодом — на корнеті в учнівському духовому оркестрі під орудою Георгія Кисильова. У 1960 році вступив до студії при музичному училищі по класу труби під керівництвом практиканта Тараса Нємого, пізніше — до музичної школи №1 у клас викладача Григорія Ситника.
У 1962 році вступив до Тернопільського музичного училища у клас валторни (викладач Микола Івченко), звідки згодом перейшов до класу Мирона Старовецького. Випустився з відзнакою.
Під час служби в армії грав і керував військовими оркестрами.
Одразу після демобілізації продовжив своє навчання у Київській державній консерваторії імені П. І. Чайковського (1968–1971).

## Педагогічна та творча діяльність
У 1971 році повернувся навчати у своє рідне Тернопільське музичне училище, перейнявши естафету у свого наставника Мирона Старовецького.

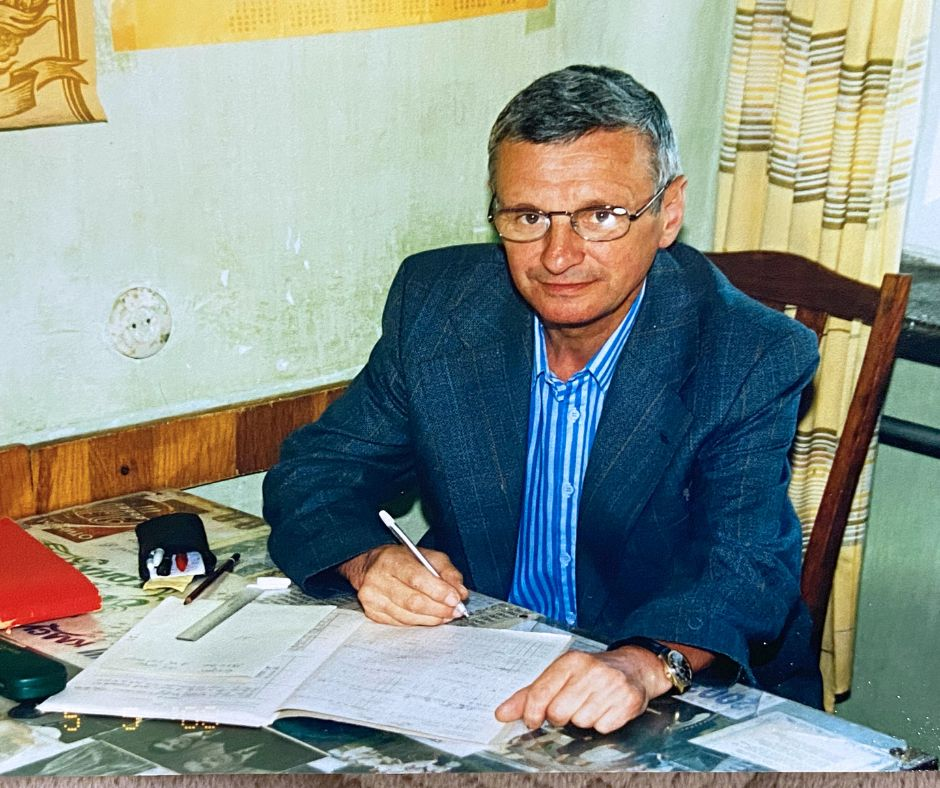
Процак Богдан Федорович на робочому місці

Богдан Федорович 44 роки присвятив  педагогічній діяльності, виховав десятки валторністів, які отримали вищу музичну освіту, стали провідними музикантами у різних колективах, лауреатами всеукраїнських та міжнародних конкурсів. 
Як позаштатний методист обласного центру народної творчості, надавав методичну допомогу викладачам та керівникам духових колективів. Приймав активну участь у міських і обласних концертах, фестивалях та урочистостях.
1998 року був одним з ініціаторів створення а далі і художнім керівником народного духового оркестру «Доля» Тернопільського районного будинку культури. 
Указом Президента України №965/99 від 6 серпня 1999 року отримав звання "Заслужений працівник культури України".
Був членом журі багатьох конкурсів, а також брав участь у міжнародних музичних фестивалях, зокрема: у Австрії, Франції (Euro Fanfare), Північній Ірландії (Coalisland International Music Festival).

## Доробок

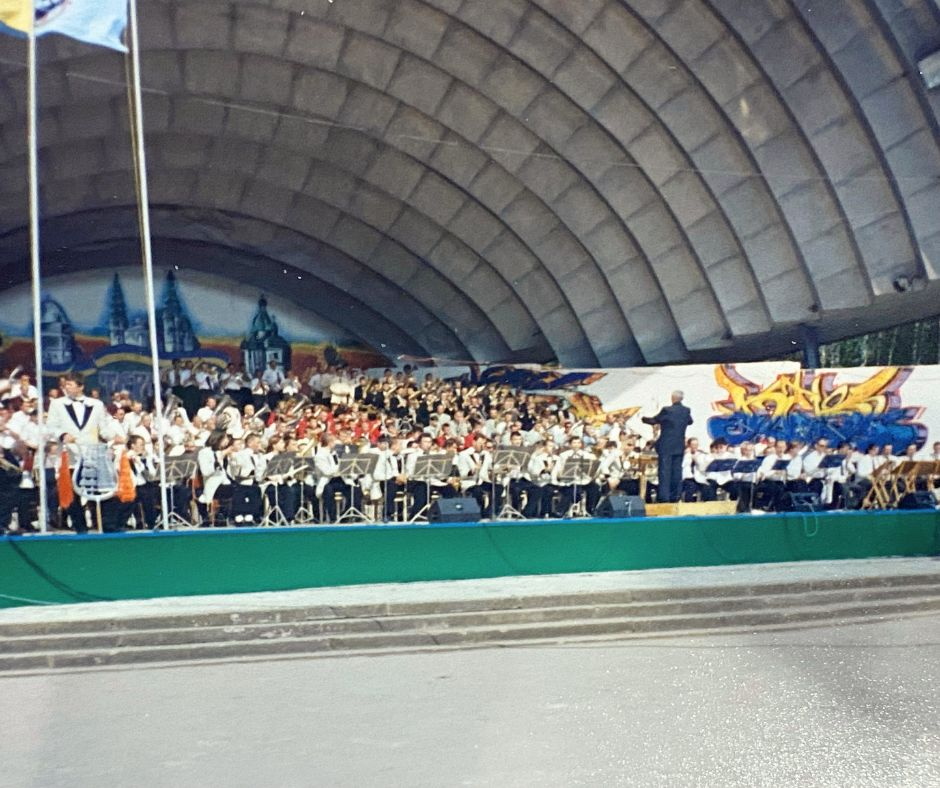
20 років Співочому Полю

Його творча спадщина включає томи перекладів музичних творів для валторни, численні аранжування та інструментовки для ансамблів духових інструментів. Підготував до друку низку методичних статей і доповідей, уклав навчальні програми з класу валторни та оркестрового класу. 

## Відзнаки
- Почесне звання Заслужений працівник культури України (Указ Президента України №965/99 від 6 серпня 1999 року)[1];

- Відзнака «За відмінну роботу» Міністерства культури СРСР (1988);

- Відзнака Міністерства культури і мистецтв України «За відмінну роботу»;

- Численні грамоти та подяки Міністерства культури і мистецтв України, Міністерства освіти і науки України, обласних державних адміністрацій та закладів музичної освіти України за значний внесок у розвиток музичної освіти та культури та виховання талановитих випускників.

## Вшанування пам’яті
Після його смерті учні й колеги неодноразово вшановували його пам’ять. Так у 2019 році відбувся концерт пам’яті за участю випускників його класу. А 12 березня 2024 у Великій Березовиці провели вечір світлої пам’яті «Весняним спогадом я повернусь до вас». У Будинку культури зібрались рідні та близькі, усі хто знав Богдана Федоровича, його учні, жителі громади, представники влади та духовенства, щоб вшанувати пам’ять талановитого диригента. Під час заходу твори виконували музиканти народного аматорського духового оркестру «Доля», керівником якого Богдан Федорович був понад 16 років. 
Його педагогічна та музична спадщина живе і продовжує впливати на сучасне покоління виконавців і викладачів.
«Людина народжується з музикою, живе з музикою та з нею і вмирає.» - Процак Б.Ф.